# Румянцев, Александр Андреевич
Алекса́ндр Андре́евич Румя́нцев (1922—1943) — лейтенант Рабоче-крестьянской Красной Армии, участник Великой Отечественной войны, Герой Советского Союза (1943).

## Биография
Александр Румянцев родился 19 августа 1922 года в деревне Новгородово (ныне — Сямженский район Вологодской области). После окончания семи классов школы и Архангельского гидрометеорологического техникума работал начальником Череповецкой гидрометеостанции. В 1941 году Румянцев был призван на службу в Рабоче-крестьянскую Красную Армию. В 1942 году он ускоренным курсом окончил военно-инженерное училище. С ноября того же года — на фронтах Великой Отечественной войны.
К октябрю 1943 года лейтенант Александр Румянцев командовал взводом 257-го отдельного моторизованного инженерного батальона 14-й штурмовой инженерно-сапёрной бригады 65-й армии Центрального фронта. Отличился во время битвы за Днепр. 17 октября 1943 года взвод Румянцева построил паромную переправу и первым же рейсом переправил десантный отряд, захвативший плацдарм на западном берегу Днепра в районе села Лопатни Репкинского района Черниговской области Украинской ССР. При возвращении за следующим десантным отрядом Румянцев был убит. Похоронен в Лопатнях.
Указом Президиума Верховного Совета СССР от 30 октября 1943 года за «мужество и героизм, проявленные при форсировании Днепра» лейтенант Александр Румянцев посмертно был удостоен высокого звания Героя Советского Союза. Также посмертно был награждён орденом Ленина.
В честь Румянцева названа улица в Сямже.